# スクレ県
スクレ県（スクレけん、スペイン語: Departamento de Sucre）は、コロンビアのカリブ海地方の県。県都はシンセレホ。県名は、独立の英雄アントニオ・ホセ・デ・スクレにちなんでいる。

## 隣接する県
北西にカリブ海、東にボリーバル県、西にコルドバ県と接する。

## 下位行政区
県は下記の26市から成る（アルファベット順）。
1. ブエナビスタ (Buenavista)
2. カイミート (Caimito)
3. チャラン (Chalán)
4. コローソ (Coloso)
5. コロサル (Corozal)
6. コベーニャス (Coveñas)
7. エル・ロブレ (El Roble)
8. ガレーラス (Galeras)
9. グアランダ (Guaranda)
10. ラ・ウニオン（英語版） (La Unión)
11. ロス・パルミートス (Los Palmitos)
12. マハグアル (Majagual)
13. モローア (Morroa)
14. オベハス (Ovejas)
15. パルミート (Palmito)
16. サンプエス (Sampués)
17. サン・ベニート・アバッド (San Benito Abad)
18. サン・フアン・ベトゥリア (San Juan Betulia)
19. サン・マルコス (San Marcos)
20. サン・オノフレ (San Onofre)
21. サン・ペドロ (San Pedro)
22. シンセー (Sincé)
23. シンセレホ (Sincelejo) - 県都

県の地図。赤点は各市の市庁所在地を示す

24. スクレ (Sucre)
25. トル (Tolú)
26. トルビエッホ (Toluviejo)